# Trofeo SS Addolorata
Le Trofeo Maria SS Addolorata est une course cycliste italienne disputée autour de Montecosaro, dans la région des Marches. Cette compétition est organisée par le GS Calzaturieri Montegranaro. Elle fait partie du calendrier régional de la Fédération cycliste italienne, en catégorie 1.19. 
Avant 2008, l'épreuve est réservée aux coureurs juniors (moins de 19 ans). 

## Palmarès depuis 2005
| Année | Vainqueur           | Deuxième                | Troisième              |
| ----- | ------------------- | ----------------------- | ---------------------- |
| 2005  | Ervin Haxhi         |                         |                        |
| 2006  | Samuele Anichini    |                         |                        |
| 2007  | Corrado Landini     | Gian Marco Di Francesco | Diego Marincioni       |
| 2008  | Fabio Taborre       | Paolo Ciavatta          | Stefano Di Carlo       |
| 2009  | Paolo Ciavatta      | Julián Arredondo        | Simone Campagnaro (de) |
| 2010  | Fabio Piscopiello   | Corrado Lampa           | Adam Semple            |
| 2011  | Mirko Boschi        | Vitaliy Brychak         | Fabrizio Di Lizio      |
| 2012  | Juan Pablo Valencia | Angelo Gargaro          | Donato De Ieso         |
| 2013  | Giorgio Cecchinel   | Nicola Gaffurini        | Alessio Marchetti      |
| 2014  | Nicolae Tanovitchii | Marco D'Urbano          | Paolo Totò             |
| 2015  | Cristian Raileanu   | Ivan Martinelli         | Luca Taschin           |
| 2016  | Cristian Raileanu   | Ivan Martinelli         | Manuel Pesci           |
| 2017  | Ivan Martinelli     | Francesco Baldi         | Luca Taschin           |
| 2018  | Francesco Baldi     | Alessio Finocchi        | Michael Delle Foglie   |
| 2019  | Filippo Fiorelli    | Andrea Di Renzo         | Matteo De Bonis        |
| 2020  | pas de course       | pas de course           | pas de course          |
| 2021  | Emanuele Ansaloni   | Marco De Angeli         | Pietro Di Genova       |
| 2022  | Lucio Pierantozzi   | Marco Lolli             | Giannicola Di Nella    |
| 2023  | Francesco Parravano | Domenico Cirlincione    | Andrea Colnaghi        |
| 2024  | Lorenzo Boschi      | Ivan Taccone            | Francesco Parravano    |